# Quljuqtov
Quljuqtov (uzb.: Quljuqtov tog‘lar; ros.: Кульджуктау, Kuldżuktau) – grzęda w środkowej części pustyni Kyzył-kum, w Uzbekistanie. Ma ok. 100 km długości i ok. 15 km szerokości. Najwyższy punkt osiąga 785 m n.p.m. Stoki południowe są łagodne i poprzecinane wyschniętymi kanionami, natomiast stoki północne są skaliste i strome. Grzęda zbudowana głównie z łupków krystalicznych i wapieni. Na obrzeżach występują warstwy osadowe z okresu jury, kredy i paleogenu przykryte w niektórych miejscach piaskiem.